# Римський протестантський цвинтар
Римський протестантський цвинтар (італ. il Cimitero acattolico di Rom), також знаний як Римське англійське кладовище (Cimitero degli Inglesi), Римське протестантське кладовище (Cimitero dei protestanti), Некатолицьке кладовище на Тестаччо (Cimitero acattolico al Testaccio), кладовище художників та поетів (Cimitero degli artisti e dei poeti) — некрополь у Римі біля воріт Св. Павла, які складають частину давньої стіни Авреліана. Розташований у районі Тестаччо, на підніжжі пагорба Авентин, поблизу піраміди Гая Цестія (погрібального мавзолею 12 року до нашої ери).

## Історія

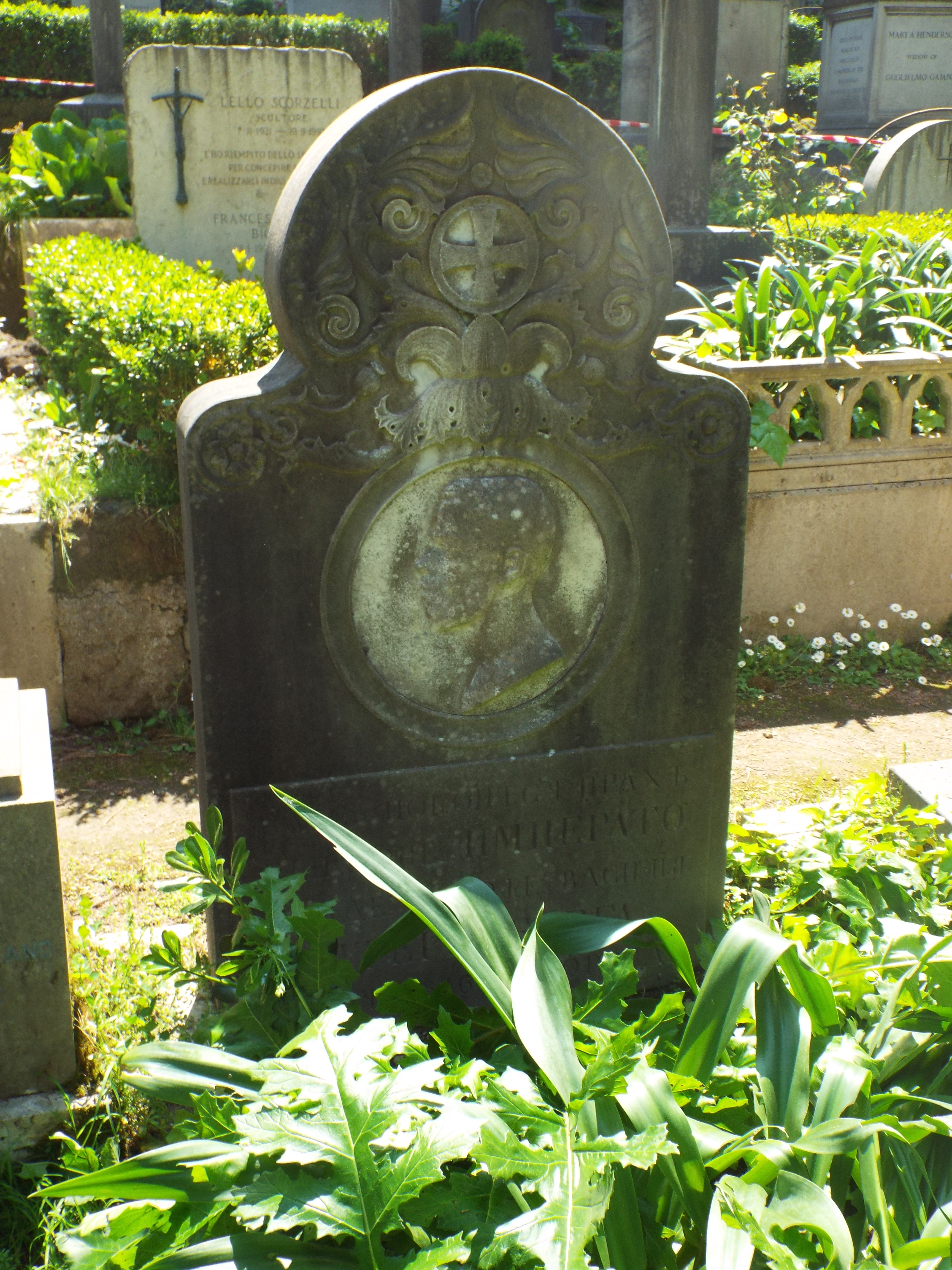
Могила Василя Штернберга на Протестантському цвинтарі Риму. Фото 2019 р.

Перше поховання датується 1738 роком — могила Оксфордського студента Ленгтона, який помер упавши з коня у віці 25 років. В 1803 у тут був похований син Вільгельма фон Гумбольдта, прусського міністра при Святому Престолі.
Кладовище офіційно було відкрито указом держсекретаря папи Пія VII Кьярамонті 11 жовтня 1821 року. Рішення було прийнято зважаючи на те, що збільшилась кількість подорожніх іноземців, переважно студентів, письменників і художників, які в епоху романтизму і неокласицизму вирушали до Рима з півночі Європи, і які також, помирали там, як це сталося, наприклад, з англійським поетом Джоном Кітсом в тому ж році. В більшості своїй це були протестанти, яких не дозволялося ховати разом з католиками.

### Поховання
Тут поховані не тільки протестанти, а й люди, що належать до інших некатолицьких віросповідань, а в новітні часи також атеїсти та інші відомі італійські діячі, які вважали за необхідне підкреслити свою приналежність до культури, альтернативної «традиційним засадам» навколишнього суспільства (вважається, що початком останньої традиції стало, перепоховання на Тестаччо засновника Італійської комуністичної партії Антоніо Грамші після падіння фашизму).
Серед інших національних «зон», що утворилися на території кладовища за століття, тут зосереджено безліч могил росіян (за громадянством або походженням) — як дореволюційних часів, так і різних хвиль еміграції XX століття.

##### Поховання пов'язані з Україною

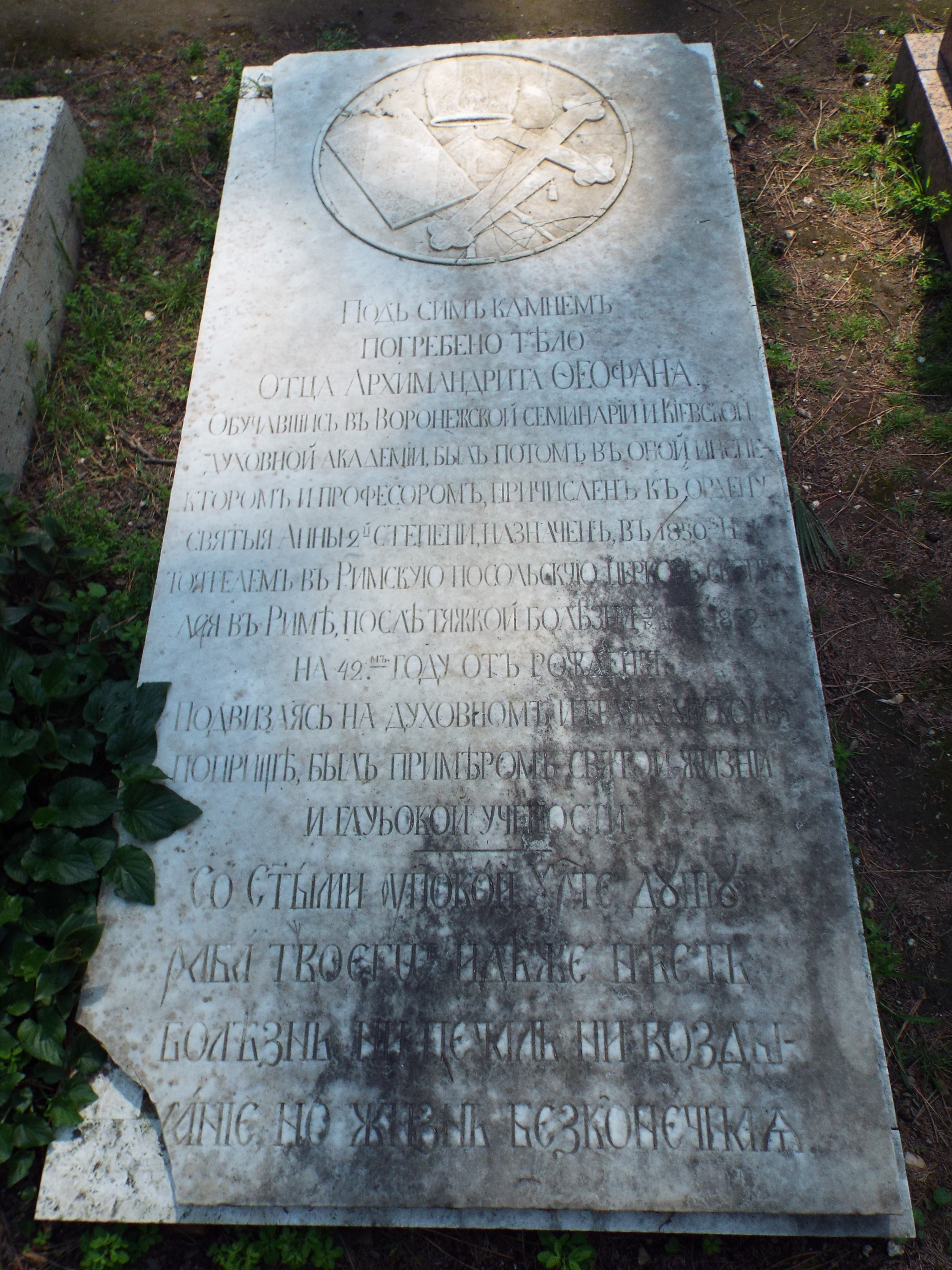
Поховання випускника Київської духовної академії — архімандрита Феофана (Авсенева). Рим, Протестантський цвинтар, 2019 р.

На цвинтарі знаходиться могила українського художника Василя Штернберга. Для того щоб її знайти треба від входу йти навкіс направо до білого мармурового нагробка Andreas Andersen (у формі прямокутника з пензлем та палітрою), а тоді вправо рядком, в якому знаходиться примітне поховання мусульманина Mohammad Rashad Bilbesi. 9 поховання від нього в цьому ряду — це могила В. Штернберга. На ньому стоїть пласка стела з профілем художника та інформацією, що тут похований прах пансіонера (стипендіата — авт.) імператорської академії мистецтв Василя Штеренберга (так в оригіналі). Скінчався у 1846 р. (насправді 1845 — авт.) 29 (насправді 27 — авт.) роки від народження. Координати району поховання 41.876988, 12.480685.
У Римі знаходиться також могила художника К. Брюлова, який узяв активну участь у викупі Тараса Шевченка з кріпацтва. Могила з великим мармуровим пам'ятником та написом «Carolus Bruloff» знаходиться близько входу на цвинтар біля стежки, як веде під гору, трошки навкіс наліво. До неї наявний вказївник.
Неподалік від могили К. Брюлова знаходиться поховання випускника Київської духовної академії — архімандрита Феофана (Авсенева)- настоятеля римської посольської церкви (до якої ходили православні українці), що помер 1852 р.

## Відомі особистості, які поховані на цвинтарі

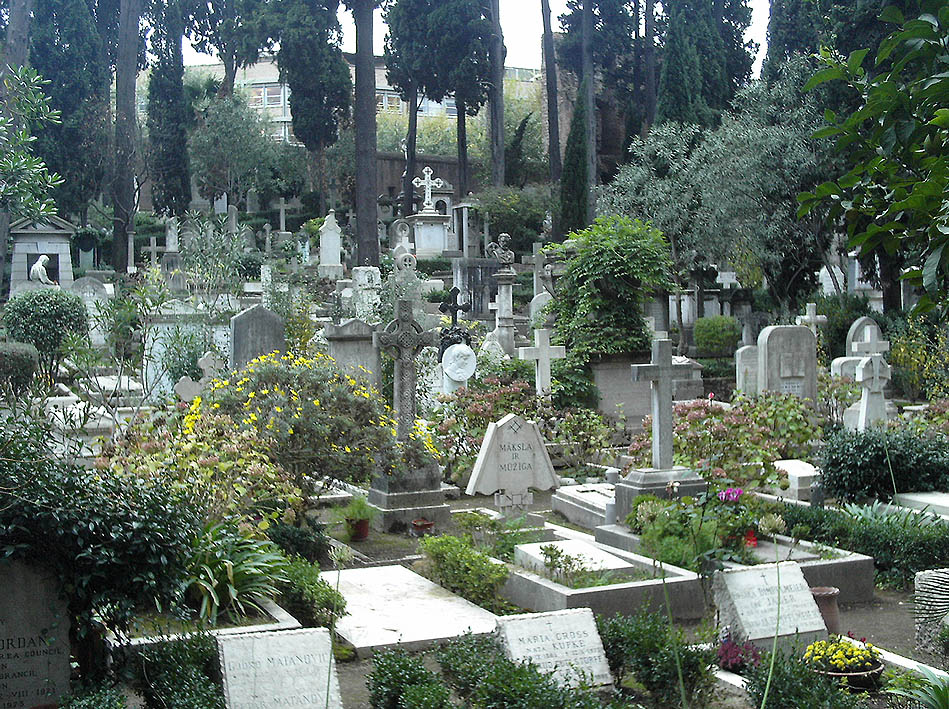
Римський протестантський цвинтар

- Карл Юліус Белох — німецький історик
- Брюллов Карл — російський художник, професор Петербурзької академії мистецтв
- Джон Кітс — англійський поет
- Василь Штернберг — український художник — друг Тараса Шевченка
- Антоніо Ґрамші — італійський революціонер, теоретик марксизму
- Авґуст вон Ґьотте — син Йоганна Ґете
- Готфрід Земпер — німецький архітектор
- Бруно Понтекорво — італійський та радянський фізик, академік АН СРСР
- Готфрід Земпер — видатний представник німецької архітектури періоду еклектики
- Персі Біші Шеллі — англійський поет епохи романтизму
- Шереметєва Ірина Іларіонівна — російська фрейліна, громадський діяч, сестра милосердя.

## Надгробки

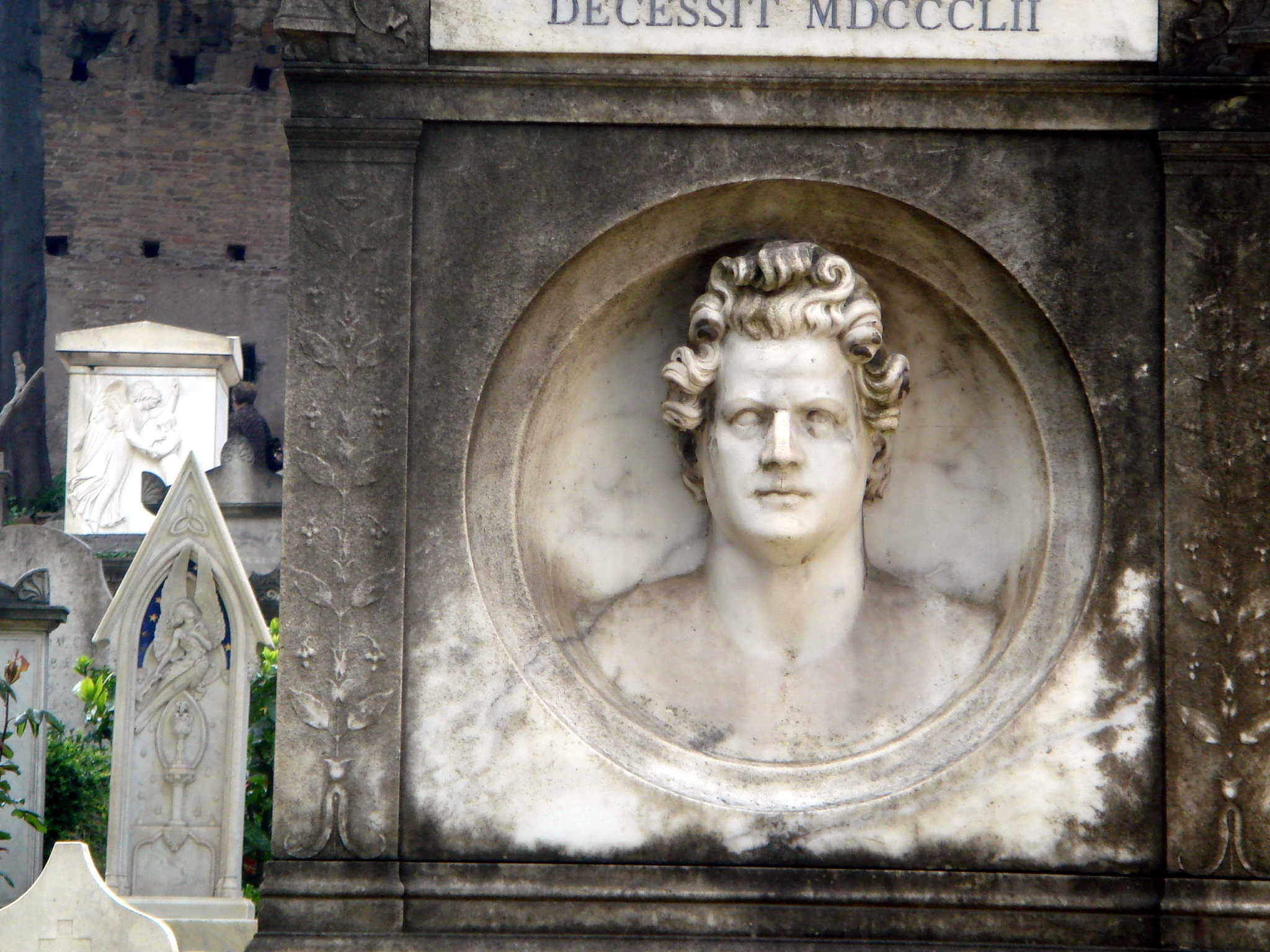
Надгорбок Карла Брюллова
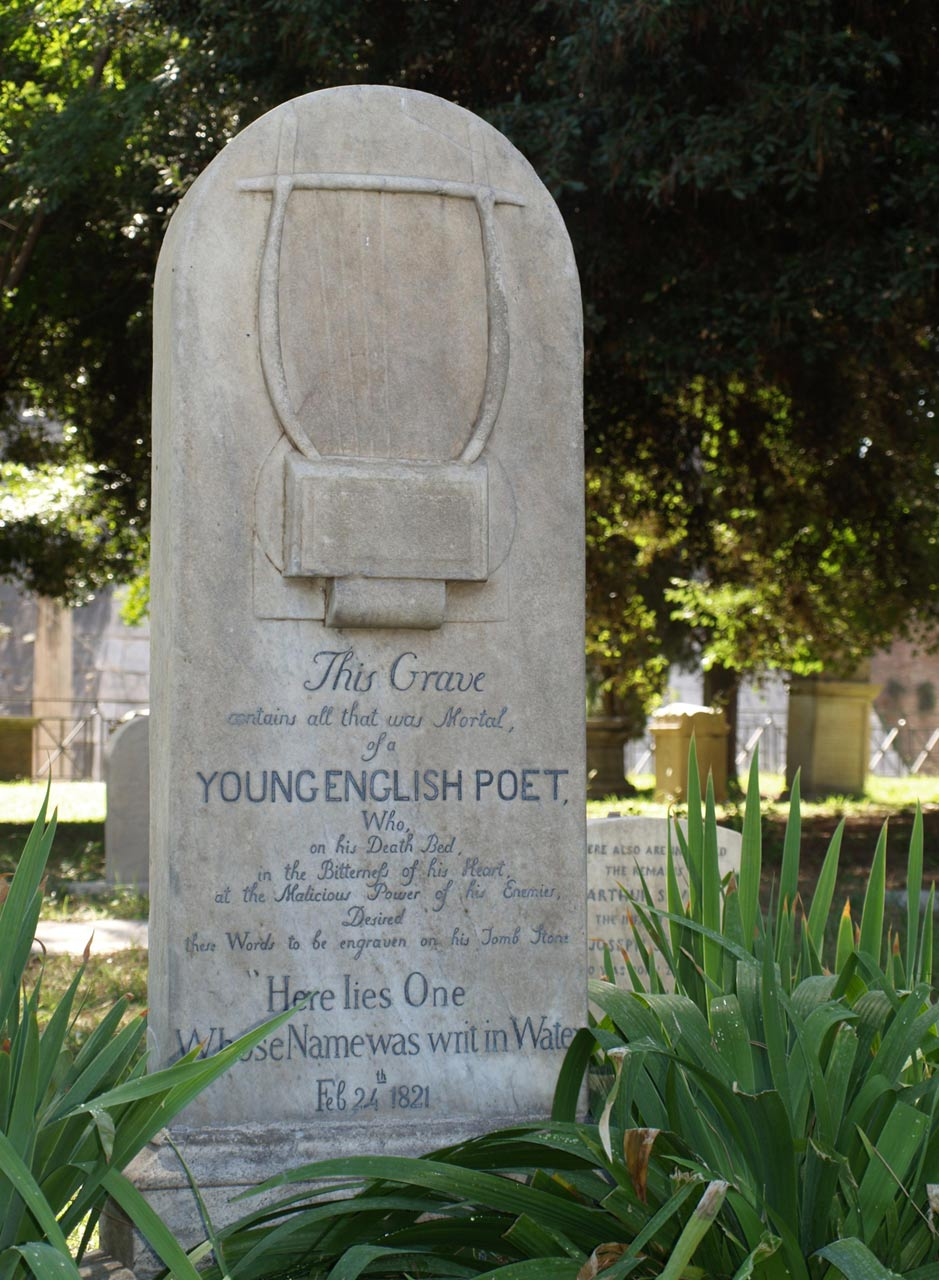
Надгробок Кітса
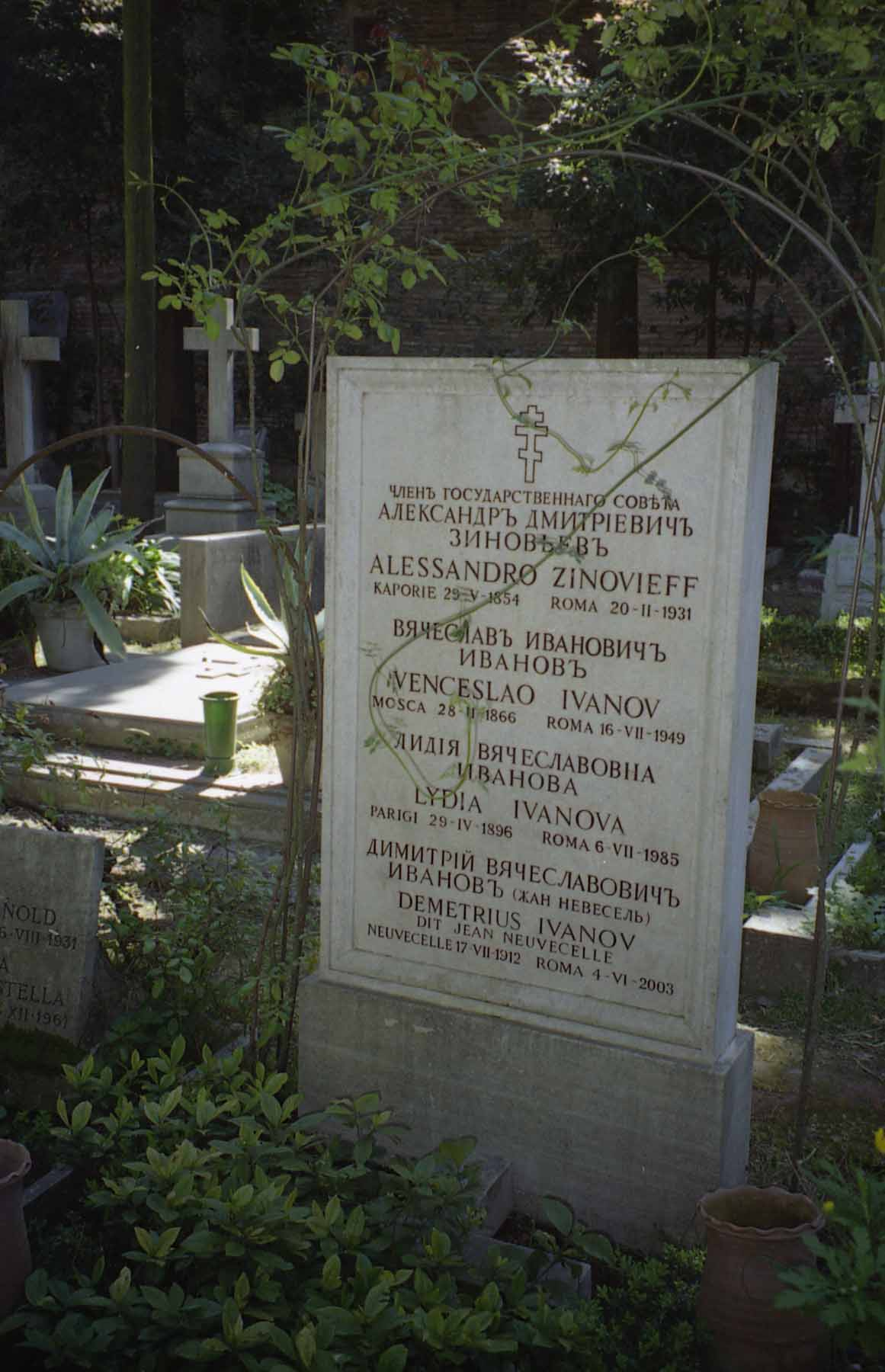
Надгробок В. Іванова
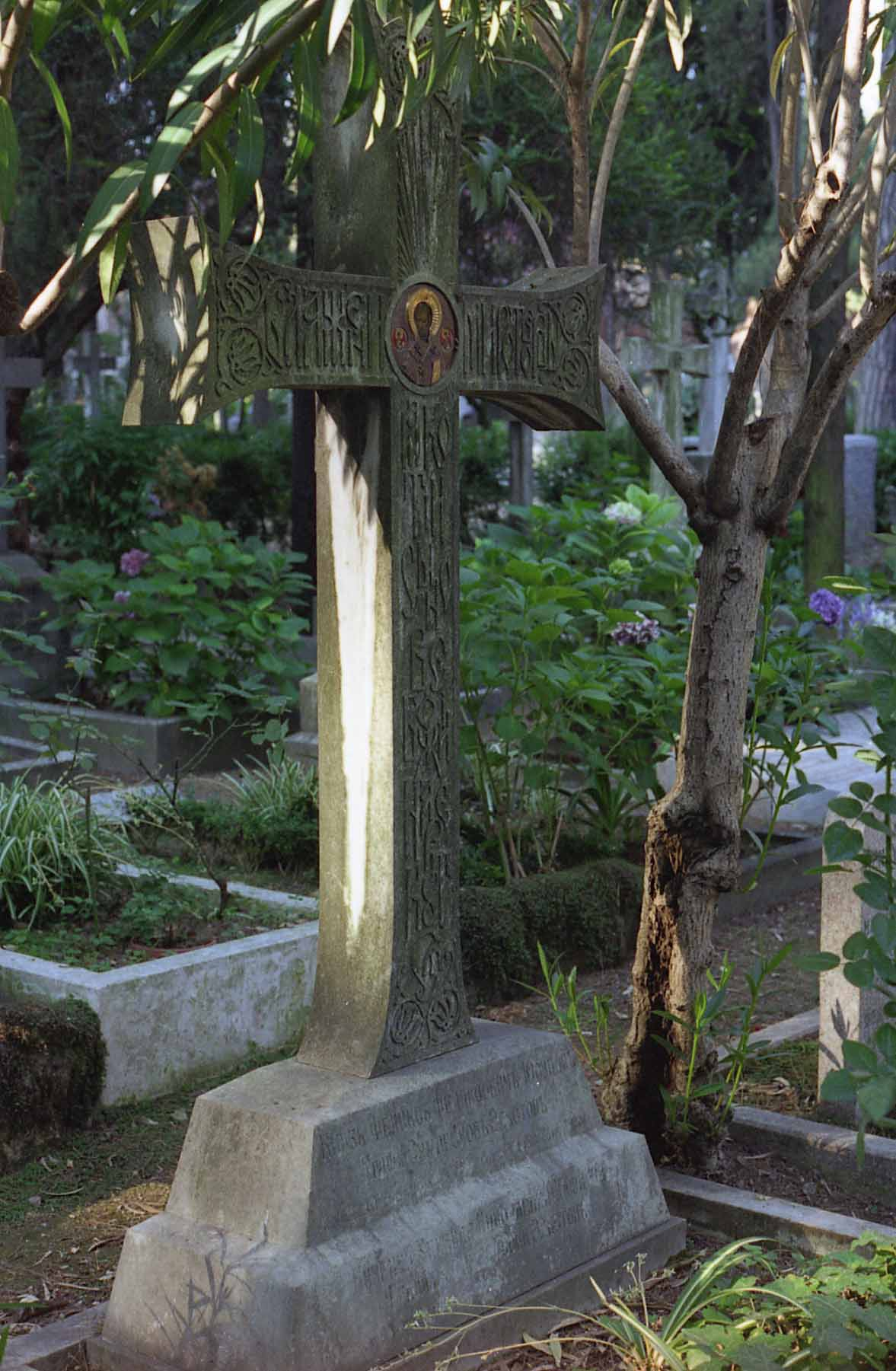
Надгробок Ю.Ф. Юсупова